# Mount Ayr, Iowa
Mount Ayr är administrativ huvudort i Ringgold County i Iowa. Vid 2010 års folkräkning hade Mount Ayr 1 691 invånare.

## Kända personer från Mount Ayr
- Peggy Whitson, astronaut